# Institut für Nanophotonik
Das Institut für Nanophotonik ist eine Forschungseinrichtung in Göttingen. Sie wurde 1987 als  Laser-Laboratorium Göttingen e. V. (LLG) gegründet in Göttingen mit Schwerpunkt Laser-Technologie. 2020 wurde das Institut umbenannt.

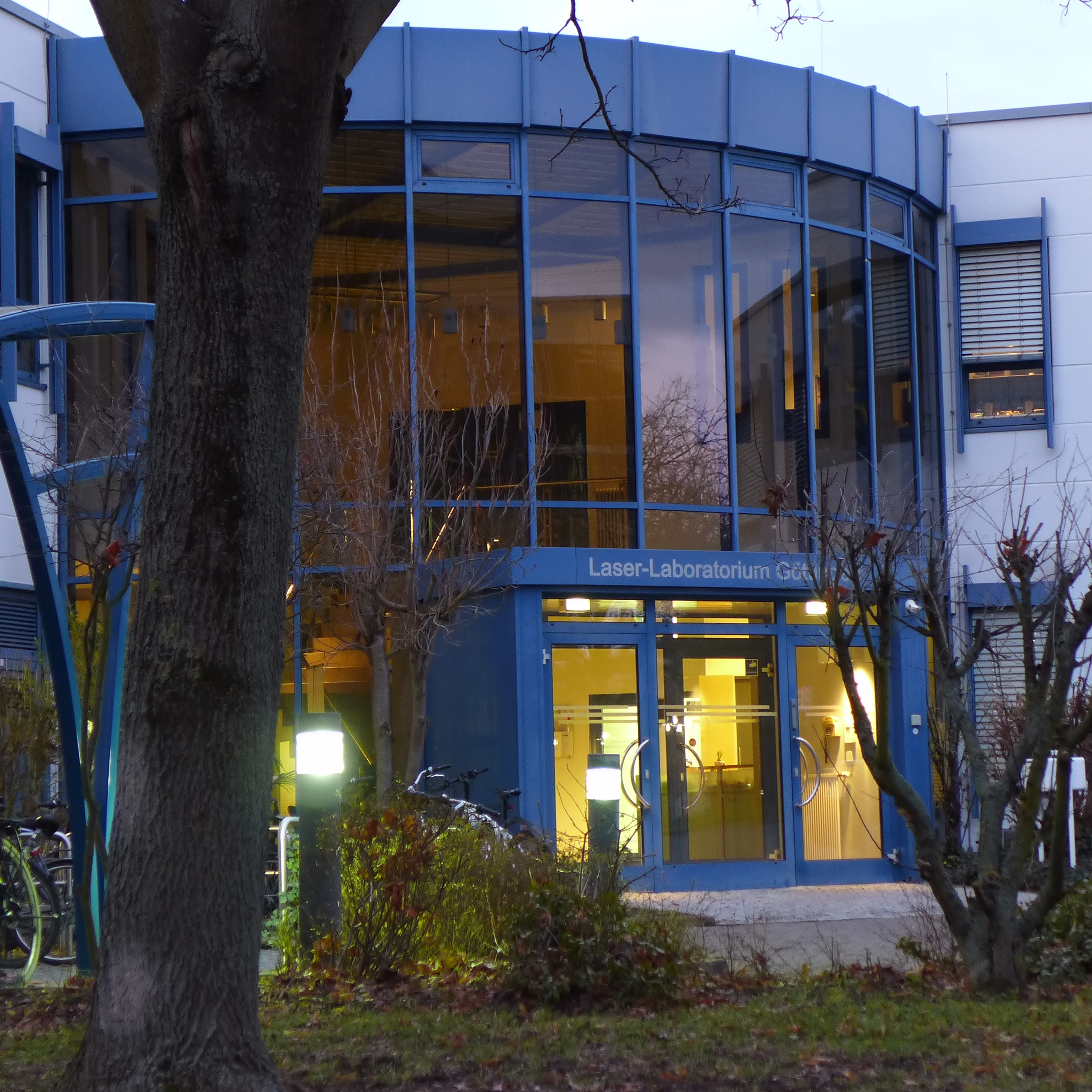
Eingangsbereich

Das LLG finanziert sich aus Drittmitteln von öffentlichen Auftraggebern und aus Auftragsforschung in Zusammenarbeit mit der Industrie und wird durch das Land Niedersachsen gefördert. In einer unabhängigen Evaluierung wurde es als „Institut von Weltruf“ bezeichnet.
In der Ausbildung von Diplomanden und Doktoranden arbeitet das LLG unter anderem mit der Georg-August-Universität Göttingen und der HAWK Fachhochschule Hildesheim/Holzminden/Göttingen zusammen.
Am Institut arbeiten 50 Mitarbeiter (Stand Ende 2017).

## Geschichte
Die Gründung wurde 1987 von Laserphysiker Fritz Peter Schäfer, damals Direktor am Max-Planck-Institut für biophysikalische Chemie initiiert. Im Gründungsvorstand waren neben ihm Jürgen Troe und Dirk Basting. Das Institut residierte zunächst in Räumen der Physikalischen Chemie an der Georg-August-Universität Göttingen; erster Institutsdirektor war Dr. H. Gerhardt. Nach Erweiterungen in angemieteten Räumen wurde 1990 ein eigenes neues Gebäude bezogen, welches 2003 erweitert wurde. Von 2002 bis 2008 leitete Gerd Marowsky das Institut. Sein Nachfolger von Dezember 2008 bis Mitte 2010 war Wolfgang Viöl. Sein Nachfolger ist aktuell (08.2016) Alexander Egner, welcher den Forschungsschwerpunkt Optische Nanoskopie am Institut etablierte. Leiter des Instituts ist seit Mitte 2010 Alexander Egner.
2002 wurde eine gleichnamige GmbH für kommerzielle Tätigkeiten ausgegründet.

## Forschungsschwerpunkte/Abteilungen
- Optik/kurze Wellenlängen (tiefes UV)
- Kurze Pulse/Nanostrukturen
- Photonische Sensorik (Spektroskopie)
- Optische Nanoskopie